# 曹日升
曹日升（?—?），唐朝宦官，唐肃宗时期宦官将军。
757年，山南东道节度使鲁炅守卫南阳，安庆绪叛军将领田承嗣等率军攻城。城中粮食吃尽，一只老鼠值钱数百，到处都是饿死的人。唐肃宗派宦官将军曹日升到南阳宣慰士卒，因叛军包围，不得入城。曹日升请单枪匹马入城传旨，襄阳太守魏仲犀不同意。颜真卿说：“曹将军不顾万死，以致帝命，何为沮之！借使不达，不过亡一使者；达，则一城之心固矣。”曹日升和十名骑兵一起入城，叛军不敢逼近。南阳人见到曹日升，十分欢喜。曹日升去襄阳为南阳守城将士取粮，领着一千人运粮入城。五月十五日夜晚，鲁炅率领数千兵力突围而出，奔向襄阳。759年襄州将康楚元、张嘉延作乱，刺史王政奔荆州。康楚元自称南楚霸王。八月廿五日，肃宗派将军曹日升到襄州安慰康楚元，贬王政为饶州长史，任命司农少卿张光奇为襄州刺史，康楚元不同意。